# Canon de 75 modèle 1897
Canon de 75 modèle 1897, även kallad Famous French 75 eller Soixante-Quinze, var världens första snabbskjutande fältkanon. Det var den första fältkanon som kombinerade enhetsammunition, integrerat rekylsystem och ett bakstycke som kunde stängas och öppnas med ett enda handgrepp. Rekylsystemet gjorde att endast eldröret rekylerade medan lavetten stod still, vilket innebar att man inte behövde rikta om mellan varje skott. Lavetten hade även en arm som öppnade slutstycket när eldröret nådde sitt bakre läge. Tomhylsan matades därefter ut under eldrörets returrörelse. Kombinationen var revolutionerande och gjorde i ett slag alla andra pjäser från 1800-talet omoderna. Pjäsen användes flitigt under första världskriget och exporterades till flera olika stater. Vid tiden för andra världskriget var den omodern, men den fanns tillverkad i så många exemplar att den fortfarande användes. Tyska armén erövrade en stor mängd pjäser efter ockupationen av Frankrike. Dessa pjäser användes som improviserade pansarvärnskanoner (7,5 cm PaK 97/38) för att möta hotet från de sovjetiska T-34-stridsvagnarna. Pjäsen används fortfarande som salutkanon av Frankrikes armé. Drinken French 75 är uppkallade efter kanonen.